# Brink

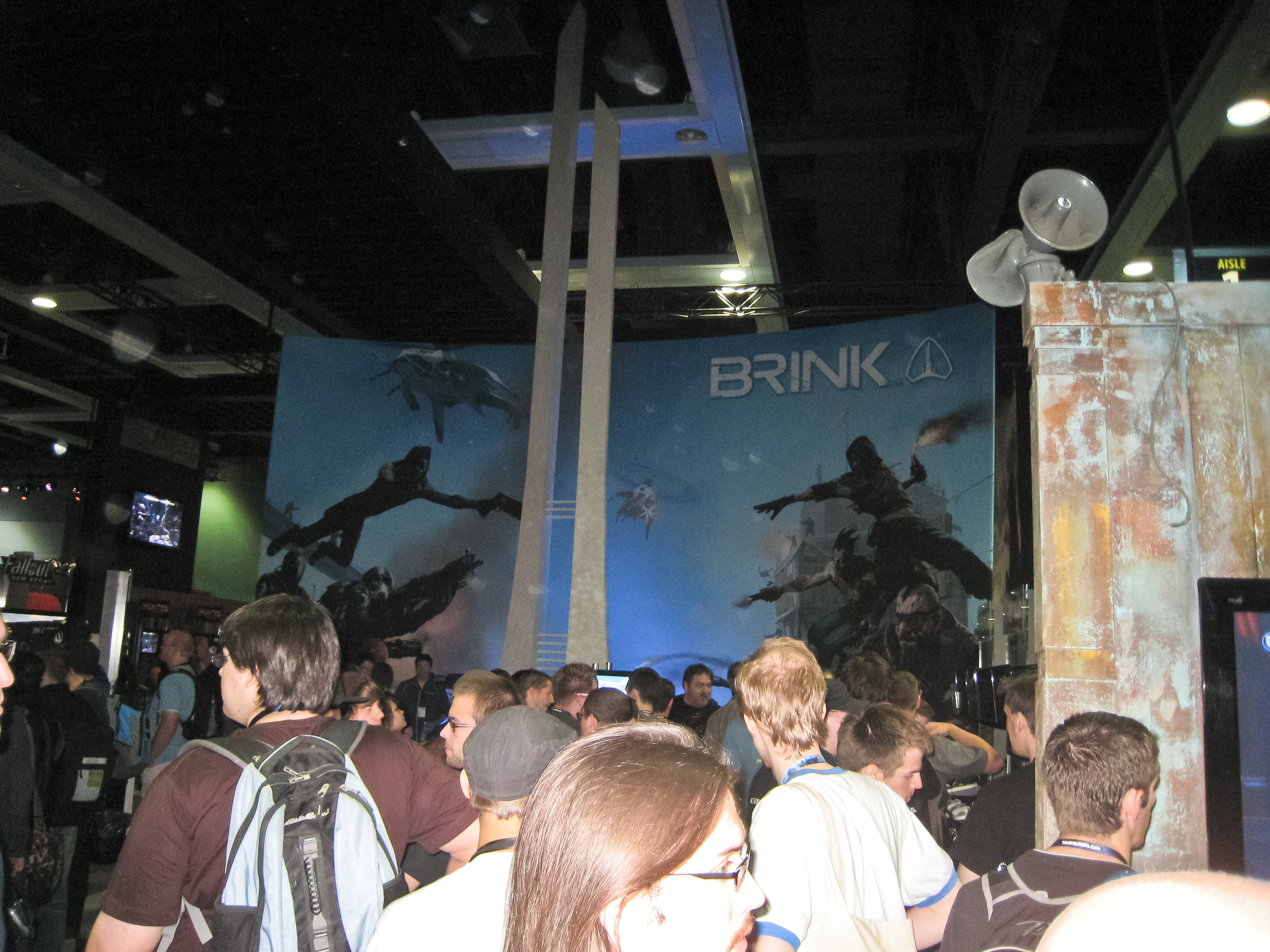
Estande de Brink em evento

Brink é jogo de tiro em primeira pessoa desenvolvido pela Splash Damage e publicado pela Bethesda Softworks para Microsoft Windows, PlayStation 3 e Xbox 360.
Em Brink existem duas facções: Segurança e Resistência. Elas lutam na cidade futurista conhecida como Arca - uma de uma cidade flutuante utópica circundada por água, devido ao aquecimento global e elevação do nível dos oceanos.
Foi anunciado que Brink contará com Steamworks, inclusive Valve Anti-Cheat. O jogo utiliza a tecnologia id Tech 4 que promete suporte melhorado para computadores com múltiplos núcleos.

## Jogabilidade
Brink é um jogo de tiro em primeira pessoa focado em movimentos de le parkour. Até 16 jogadores podem jogar online. Existem os modos cooperativo e baseado em times como opções, assim como o modo singleplayer contra bots.
A personalização dos personagens é também um dos pontos altos do jogo. Além disso, itens podem ser comprados com pontos de experiência, ganhados ao se completar objetivos. Os mesmos pontos de experiência podem ser ganhados em ambos os modos singleplayer e multiplayer.
A Splash Damage desenvolveu o sistema SMART (Movimentação Suave por Terreno Aleatório - Smooth Movement Across Random Terrain). O objetivo deste sistema é permitir que os personagens se movimentem livremente por terrenos complexos, sem a dificuldade de avaliar quais botões pressionar para tal.
Existem quatro classes de personagens: soldado, médico, engenheiro e operativo. A classe soldado pode fornecer munição aos colegas de equipe e utilizar explosivos para destruir alvos principais. A classe engenheiro pode aprimorar as armas de seus colegas de equipe e posicionar turrets. A classe médico pode curar colegas nocauteados e aumentar a vida deles. A classe operativo pode realizar atos de sabotagem, interrogar inimigos nocauteados para fornecer informações de posições inimigas e disfarçar-se como inimigo para infiltrar o front de batalha.
O sistema de comandante de esquadrão possibilita o fornecimento de missões de acordo com o contexto para os jogadores. A posição do jogador no mapa, suas habilidades específicas, o progresso geral da missão e uma variedade de outros fatores influenciam as missões que serão disponibilizadas. Durante partidas online e offline, o jogador é colocado no mapa nos lugares específicos onde há um posto de comando amigo. Este postos de comando podem ser tomados por inimigos e vice-versa.

## Enredo
O jogo acontece em um futuro próximo, em uma imensa cidade flutuante conhecida como "A Arca", perto da costa de São Francisco. Ela deveria abrigar 5.000 pessoas, no entanto está abrigando aproximadamente 50.000. Desta forma, esta situação se torna insustentável e os residentes começam a ficar rapidamente insatisfeitos com a falta de comida, roupas e água potável, o que culmina na formação de uma facção conhecida simplesmente pelo nome de "Resistência", que luta pela adequado fornecimento desses suprimentos. Após a negação deste fornecimento pelos líderes da Arca, a Resistência se arma para tentar tomar o poder e distribuir água e comida gratuitamente, uma vez que defendem a ideia de que a Arca tem recursos renováveis suficientes para tal. A Arca tinha pouca necessidade de segurança no seu início, entretanto rapidamente começou recrutamento e iniciou uma guerra contra a Resistência. Agora, os únicos lugares da Arca onde há relativa paz são aqueles próximos da capital, onde os líderes da Arca estão insistentemente tentando fazer contato  com o resto do mundo em busca de ajuda. A Resistência é vista pela Segurança como terroristas, enquanto a Resistência vê a Segurança como soldados opressores contratados pelos líderes da Arca para eliminar a Resistência. Os jogadores poderão jogar com ambas as facções.

## Pacotes Bônus de Pré-compra
Na QuakeCon 2010, Splash Damage anunciou os pacotes de pré-compra de Brink disponíveis em diversos revendedores na América do Norte e Europa. Este pacotes contém bônus que auxiliarão os jogadores na personalização inicial de seus personagens. Os pacotes são: Doom (series) (GameStop) , Fallout (series) (Best Buy), Psycho (Amazon.com and Direct2Drive)  and Spec Ops (Walmart and Steam).